# ポストメタル
ポストメタル (post-metal) は、音楽ジャンルのひとつ。ポストロック、ヘヴィメタル、シューゲイザーの音楽的側面を内包する。

## 概要
曲によって音楽性が多様に変化するため、とりわけシューゲイザーの要素が強い楽曲の時は「メタルゲイズ（metalgaze）」や「シューゲイズ・メタル（shoegaze metal）」と形容されたことがあり、「アトモスフェリック・メタル（atmospheric metal）」、「エクスペリメンタル・メタル（experimental metal）」、「アバンギャルドメタル」に分類されることもある。特にうなり声や絶叫を主としたボーカルや、トレモロリフを多用すると言った、ブラックメタル要素の強いものは「ポスト・ブラックメタル（Post-black metal）」「ブラックゲイズ」とも呼ばれる。
かつてアイシスのアーロン・ターナーは「thinking man's metal（思考する人間のメタル）」と形容した。

## 歴史
アイシスのアーロン・ターナーによると、メルヴィンズ、ゴッドフレッシュ、ニューロシスといった実験的なバンドが基礎を築いたとしている。
スラッジ・メタルシーンから台頭したニューロシスとアイシスは、徐々に多様な要素を吸収していき、ジャンルを特定しがたい音楽性へと変化していった。ニューロシスは『Through Silver in Blood』でいち早くポストメタル像を提示し、アイシスは『Panopticon』でポストロック的側面を強め完成形を提示した。また、ゴッドフレッシュのジャスティン・ブロードリックによるイェスーはシューゲイザー色が強いポストメタルとなっている。
かつてはヘルメットが『Meantime』(1992年)や『Betty』(1994年) において従来のヘヴィメタルと異なる音楽性を示しポストメタルと呼ばれ、トゥールもポストメタルと見なされたことがあった。
テロライザー・マガジンのジム・マーティンによると、ニューロシスの『Through Silver in Blood』（1996年）がポストメタルの起源としている。

## 主なバンド

### ポストメタル
- Amenra
- Amia Venera Landscape
- Battle of Mice
- Benea Reach
- Burst
- Callisto
- コンヴァージ(後期)
- Cult of Luna
- Dirge
- デフトーンズ
- デヴィル・ソールド・ヒズ・ソウル
- ゴッドフレッシュ
- Intronaut
- アイシス
- イェスー
- ローズ
- Long Distance Calling
- Mouth of the Architect
- ニューロシス
- ノーマ・ジーン
- ジ・オーシャン
- Pelican
- Red Sparowes
- Rosetta
- Rinoa
- Russian Circles
- アンダーオース(後期)
- Year of No Light

### ポスト・ブラックメタル
- アルセスト
- An Autumn for Crippled Children
- Amesoeurs
- デフヘヴン
- Fen
- Lantlôs
- Les Discrets
- Woods of Desolation